# You're a Heartbreaker
"You're a Heartbreaker" (lit. "Tu eres una rompecorazones") es una canción grabada por Elvis Presley  en diciembre de 1954 durante la cuarta de las ocho sesiones de Presley en el Sun Studio de Memphis.
El tema fue compuesto originalmente por Jack Sallee.  La grabación fue lanzada como la cara B del tercer sencillo de Presley en el sello Sun (Sun 215), cuya cara A era una versión de "Milk cow Blues" de Kokomo Arnold.

## Sesión y músicos
Durante los comienzos de su incursión musical, Elvis no contaba con un baterista (D. J. Fontana se sumaría definitivamente al grupo en 1955 tras haber sesionado tiempo ante con Elvis)  y la parte percusiva de su música la realizaba el mismo contrabajista con su estilo de slap sobre el mástil que lograba un sonido de repiqueteo característico en el rockabilly 
La sesión de grabación en los estudios Sun Records de Memphis tuvo lugar entre Noviembre y Diciembre del año 1954 con los músicos:
- Elvis Presley en voz y guitarra acústica rítmica
- Scotty Moore en guitarra eléctrica
- Bill Black en contrabajo. [2]

## Trascendencia y reediciones
La versión de Elvis está interpretada en el mismo tiempo musical que la original de Jack Sallee aunque Elvis le incorpora un estilo vocal más similar al del hillbilly y con un eco adicional tanto en su voz como en la instrumentación, algo típico en el sonido de Sun Records. 
La importancia a nivel musical de esta canción al igual que todas las demás grabadas por Elvis y sus músicos en la compañía Sun Records, reside en que con su mezcla de estilos country, rhythm blues, hillbilly y góspel dieron forma al estilo rockabilly, una de las formas más primitivas del rock and roll y a la vez hoy  considerada un subgénero del mismo. 
Cuando Sun Records vendió su contrato con Presley al igual que los derechos de las canciones que él había grabado en dicha productora a los estudios RCA Victor Records el sencillo fue entonces reeditado por dicha compañía (47-6382). Está catalogado como de 2 minutos y 10 segundos de duración, con el editor Hill & Range BMI. 
You're a heartbreaker también se incluyó más tarde en el séptimo álbum de estudio de Elvis, For LP Fans Only en 1959 y en el compilado conocido como The Sun Sessions donde se editó en un solo album gran parte de las grabaciones que Elvis realizó en Sun.